# Leuctra tarnogradskii
Leuctra tarnogradskii är en bäcksländeart som beskrevs av Martynov 1928. Leuctra tarnogradskii ingår i släktet Leuctra och familjen smalbäcksländor. Inga underarter finns listade i Catalogue of Life.